# Olympische Winterspiele 2006/Eiskunstlauf
Bei den XX. Olympischen Winterspielen 2006 in Turin fanden vier Wettbewerbe im Eiskunstlauf statt. Austragungsort war die Halle Torino Palavela. Das Torino Palaghiaccio war der offizielle Trainingsplatz.

## Qualifikation
Die Qualifikation basierte auf einer Punktwertung aus den Weltmeisterschaften 2005 oder der Platzierung an einer Internationalen Meisterschaft, die von der Internationalen Eislaufunion (ISU) als Qualifikation für die Olympischen Winterspiele festgelegt worden war.
Jeweils 24 Qualifikationsplätze für Männer und Frauen im Einzellauf, 16 Qualifikationsplätze für Paare und 19 Qualifikationsplätze für Eistanzpaare wurden an den Weltmeisterschaften 2005 vergeben. Nahmen 3 Einzelläufer/Paare/Eistanzpaare pro Land teil, so konnten nur die 2 bestplatzierten Punkte erhalten.
Der Rest der Qualifikationsplätze (jeweils 6 Plätze für Männer und Frauen im Einzellauf, 4 Plätze für Paare und 5 Plätze für Eistanzpaare) wurde von dem Nationalen Olympischen Komitee bei einer internationalen Qualifikationsmeisterschaft aufgefüllt. Diese fand im Rahmen des Wettbewerbs Karl-Schäfer-Memorial 2005 statt. Nur ein Qualifikationsplatz pro Disziplin und NOK konnte erworben werden. Die Plätze waren nur für diejenigen NOK bestimmt, die sich vorher in keiner der Disziplinen (Einzellauf Männer/Damen, Paarlauf, Eistanz) qualifizieren konnten.
| Disziplin            | Weltmeister- schaften 2005 | Karl-Schäfer- Memorial 2005 | Gesamt  |
| -------------------- | -------------------------- | --------------------------- | ------- |
| Einzel Männer/Frauen | 24 / 24                    | 6 / 6                       | 30 / 30 |
| Paare                | 16                         | 4                           | 20      |
| Eistanz              | 19                         | 2                           | 24      |

## Bilanz

### Medaillenspiegel
| Platz | Land                | Gold | Silber | Bronze | Gesamt |
| ----- | ------------------- | ---- | ------ | ------ | ------ |
| 1     | Russland            | 3    | –      | 1      | 4      |
| 2     | Japan               | 1    | –      | –      | 1      |
| 3     | Vereinigte Staaten  | –    | 2      | –      | 2      |
| 4     | Volksrepublik China | –    | 1      | 1      | 2      |
| 5     | Schweiz             | –    | 1      | –      | 1      |
| 6     | Kanada              | –    | –      | 1      | 1      |
| 6     | Ukraine             | –    | –      | 1      | 1      |

### Medaillengewinner
| Konkurrenz | Gold                               | Silber                          | Bronze                               |
| ---------- | ---------------------------------- | ------------------------------- | ------------------------------------ |
| Herren     | Jewgeni Pljuschtschenko            | Stéphane Lambiel                | Jeffrey Buttle                       |
| Damen      | Shizuka Arakawa                    | Sasha Cohen                     | Irina Sluzkaja                       |
| Paare      | Tatjana Totmjanina / Maxim Marinin | Zhang Dan / Zhang Hao           | Shen Xue / Zhao Hongbo               |
| Eistanz    | Tatjana Nawka / Roman Kostomarow   | Tanith Belbin / Benjamin Agosto | Elena Hruschyna / Ruslan Hontscharow |

## Ergebnisse
- K = Kür
- KP = Kurzprogramm
- OT = Originaltanz
- PT = Pflichttanz

### Herren
| Platz              | Land | Sportler                | KP | K  | Punkte |
| ------------------ | ---- | ----------------------- | -- | -- | ------ |
| 1                  | RUS  | Jewgeni Pljuschtschenko | 01 | 01 | 258,33 |
| 2                  | SUI  | Stéphane Lambiel        | 03 | 04 | 231,21 |
| 3                  | CAN  | Jeffrey Buttle          | 06 | 02 | 227,59 |
| 4                  | USA  | Evan Lysacek            | 10 | 03 | 220,13 |
| 5                  | USA  | Johnny Weir             | 02 | 06 | 216,63 |
| 6                  | FRA  | Brian Joubert           | 04 | 07 | 212,89 |
| 7                  | USA  | Matthew Savoie          | 08 | 05 | 206,67 |
| 8                  | JPN  | Daisuke Takahashi       | 05 | 09 | 204,89 |
| 9                  | BEL  | Kevin van der Perren    | 13 | 08 | 197,39 |
| 10                 | CHN  | Zhang Min               | 11 | 11 | 196,27 |
| 11                 | RUS  | Ilja Klimkin            | 18 | 10 | 191,80 |
| 12                 | CAN  | Shawn Sawyer            | 12 | 12 | 190,83 |
| 13                 | CAN  | Emanuel Sandhu          | 07 | 14 | 190,24 |
| 14                 | ROM  | Gheorghe Chiper         | 09 | 17 | 186,19 |
| 15                 | BLR  | Sergei Dawydow          | 14 | 16 | 184,59 |
| 16                 | CHN  | Li Chengjiang           | 21 | 13 | 182,21 |
| 17                 | BUL  | Iwan Dinew              | 15 | 18 | 180,11 |
| 18                 | CZE  | Tomáš Verner            | 22 | 15 | 180,07 |
| 19                 | FRA  | Frédéric Dambier        | 19 | 19 | 177,59 |
| 20                 | UKR  | Anton Kowalewskyj       | 16 | 21 | 172,84 |
| 21                 | GER  | Stefan Lindemann        | 20 | 20 | 172,57 |
| 22                 | AUT  | Viktor Pfeifer          | 17 | 23 | 163,87 |
| 23                 | SWE  | Kristoffer Berntsson    | 23 | 22 | 161,95 |
| 24                 | HUN  | Zoltán Tóth             | 24 | 24 | 145,47 |
| Kür nicht erreicht |      |                         |    |    |        |
| 25                 | ITA  | Karel Zelenka           | 25 | —  | 053,46 |
| 26                 | SCG  | Trifun Živanović        | 26 | —  | 053,40 |
| 27                 | SUI  | Jamal Othman            | 27 | —  | 052,18 |
| 28                 | GEO  | Wachtang Murwanidse     | 28 | —  | 049,68 |
| 29                 | SLO  | Gregor Urbas            | 29 | —  | 046,48 |
| 30                 | PRK  | Han Jong-in             | 30 | —  | 042,11 |

14. Februar 19:00 Uhr (Kurzprogramm)

16. Februar 19:00 Uhr (Kür)
Jewgeni Pljuschtschenko gewann überlegen wie selten ein Eiskunstläufer zuvor. Keiner der Verfolger blieb fehlerlos in der Kür. Einzig der nach dem Kurzprogramm auf dem aussichtslosen 10. Rang liegende Evan Lysacek überzeugte und wurde am Ende Vierter. Bemerkenswert war auch der 9. Rang des Belgiers Kevin van der Perren.
Der einzige deutsche Teilnehmer Stefan Lindemann wurde nach sehr schlechter Kurzkür und schwacher Kür lediglich 21. von 24 Läufern im Finale mit nur 172,57 Punkten. Einzig gelungenes Highlight in seiner Kür war der dreifache Axel.
Der 18-jährige Österreicher Viktor Pfeifer wurde 22. mit 163,87 Punkten (nach starkem Kurzprogramm verpatzte er seine Kür).

### Damen
| Platz              | Land | Sportlerin               | KP | K  | Punkte |
| ------------------ | ---- | ------------------------ | -- | -- | ------ |
| 1                  | JPN  | Shizuka Arakawa          | 03 | 01 | 191,34 |
| 2                  | USA  | Sasha Cohen              | 01 | 02 | 183,36 |
| 3                  | RUS  | Irina Sluzkaja           | 02 | 03 | 181,44 |
| 4                  | JPN  | Fumie Suguri             | 04 | 04 | 175,23 |
| 5                  | CAN  | Joannie Rochette         | 09 | 05 | 167,27 |
| 6                  | USA  | Kimmie Meissner          | 05 | 06 | 165,71 |
| 7                  | USA  | Emily Hughes             | 07 | 07 | 160,87 |
| 8                  | CHE  | Sarah Meier              | 10 | 08 | 156,13 |
| 9                  | ITA  | Carolina Kostner         | 11 | 09 | 153,50 |
| 10                 | GEO  | Elene Gedewanischwili    | 06 | 13 | 151,46 |
| 11                 | CHN  | Liu Yan                  | 15 | 11 | 145,30 |
| 12                 | CAN  | Mira Leung               | 14 | 12 | 145,16 |
| 13                 | FIN  | Susanna Pöykiö           | 12 | 15 | 143,22 |
| 14                 | RUS  | Jelena Sokolowa          | 18 | 10 | 142,35 |
| 15                 | JPN  | Miki Andō                | 08 | 16 | 140,20 |
| 16                 | FIN  | Kiira Korpi              | 20 | 14 | 137,20 |
| 17                 | UKR  | Olena Ljaschenko         | 13 | 18 | 134,08 |
| 18                 | HUN  | Júlia Sebestyén          | 16 | 20 | 129,26 |
| 19                 | CRO  | Idora Hegel              | 17 | 19 | 127,07 |
| 20                 | UKR  | Galina Efremenko         | 24 | 17 | 125,37 |
| 21                 | TUR  | Tuğba Karademir          | 22 | 21 | 123,64 |
| 22                 | ITA  | Silvia Fontana           | 23 | 22 | 120,37 |
| 23                 | HUN  | Viktória Pavuk           | 19 | 23 | 119,85 |
| 24                 | LUX  | Fleur Maxwell            | 21 | 24 | 109,57 |
| Kür nicht erreicht |      |                          |    |    |        |
| 25                 | AUS  | Joanne Carter            | 25 | —  | 040,86 |
| 26                 | ROM  | Roxana Luca              | 26 | —  | 039,37 |
| 27                 | PRK  | Kim Yong-suk             | 27 | —  | 039,16 |
| 28                 | EST  | Jelena Glebova           | 28 | —  | 038,47 |
| 29                 | UZB  | Anastasiya Gimazetdinova | 29 | —  | 038,44 |

21. Februar 19:00 Uhr (Kurzprogramm)
23. Februar 19:00 Uhr (Kür)
Shizuka Arakawa gewann als erste Asiatin eine olympische Goldmedaille im Eiskunstlaufen. Medaillengewinnerinnen waren die drei schon nach der Kurzkür Führenden. Alle drei blieben in der Kurzkür fehlerlos. In der Kür machten Sasha Cohen und Irina Sluzkaja Fehler.  Shizuka Arakawa blieb auch in der Kür ohne Makel und zeigte zudem die beste Schlittschuhtechnik aller Läuferinnen. Die Südtirolerin Carolina Kostner wurde nach Fehlern in Kurzkür und Kür noch Neunte. Sehenswerte Auftritte lieferten zudem Fumie Suguri sowie die erst 16-jährigen Läuferinnen Kimmie Meissner aus den USA und Elene Gedewanischwili aus Georgien. Miki Andō scheiterte am vierfachen Salchow.
Deutsche und österreichische Läuferinnen waren nicht am Start. Die fünffache Weltmeisterin Michelle Kwan (USA) musste am 12. Februar ihre Teilnahme wegen einer wieder akut gewordenen Leistenverletzung absagen.

### Paare
| Platz | Land | Paar                                     | KP | K       | Punkte  |
| ----- | ---- | ---------------------------------------- | -- | ------- | ------- |
| 1     | RUS  | Tatjana Totmjanina / Maxim Marinin       | 01 | 01      | 204,48  |
| 2     | CHN  | Zhang Dan / Zhang Hao                    | 02 | 02      | 189,73  |
| 3     | CHN  | Shen Xue / Zhao Hongbo                   | 05 | 03      | 186,91  |
| 4     | CHN  | Pang Qing / Tong Jian                    | 04 | 04      | 186,67  |
| 5     | RUS  | Marija Petrowa / Alexei Tichonow         | 03 | 06      | 181,69  |
| 6     | GER  | Aljona Savchenko / Robin Szolkowy        | 07 | 05      | 180,15  |
| 7     | USA  | Rena Inoue / John Baldwin                | 06 | 07      | 175,01  |
| 8     | RUS  | Julija Obertas / Sergei Slawnow          | 08 | 09      | 166,54  |
| 9     | POL  | Dorota Zagórska / Mariusz Siudek         | 09 | 08      | 165,95  |
| 10    | CAN  | Jessica Dubé / Bryce Davison             | 11 | 10      | 159,71  |
| 11    | CAN  | Valérie Marcoux / Craig Buntin           | 10 | 11      | 158,21  |
| 12    | UKR  | Tatjana Wolossoschar / Stanislaw Morosow | 12 | 12      | 148,38  |
| 13    | USA  | Marcy Hinzmann / Aaron Parchem           | 13 | 13      | 147,05  |
| 14    | FRA  | Marylin Pla / Yannick Bonheur            | 14 | 14      | 132,84  |
| 15    | GER  | Eva-Maria Fitze / Rico Rex               | 16 | 16      | 120,23  |
| 16    | UZB  | Marina Aganina / Artyom Knyazev          | 15 | 17      | 119,55  |
| 17    | EST  | Diana Rennik / Aleksei Saks              | 18 | 15      | 118,13  |
| 18    | UKR  | Julija Bjelohlasowa / Andrij Bech        | 17 | 19      | 115,62  |
| 19    | BUL  | Rumjana Spassowa / Stanimir Todorow      | 19 | 18      | 111,25  |
|       | PRK  | Phyo Yong-myong / Jong Yong-hyok         | 20 | Rückzug | Rückzug |

11. Februar 2006, 19:00 Uhr (Kurzprogramm)
13. Februar 2006, 19:00 Uhr (Kür)
Nach einem schweren Sturz von Zhang Dan mussten sie und ihr Partner Zhang Hao die Kür einige Minuten unterbrechen. Sie erlitt eine Bänderdehnung. Sie behaupteten jedoch die zweite Position nach dem Kurzprogramm. Der Sturz verhinderte den ersten vierfachen Wurf-Salchow bei einem internationalen Wettbewerb.
Schon im Kurzprogramm gab es eine Weltneuheit. Rena Inoue und John Baldwin zeigten den ersten geworfenen Dreifach-Axel in einem internationalen Wettbewerb. Sie gewannen jedoch keine Medaille, da sie im Kurzprogramm keinen Dreifachsprung nebeneinander gezeigt hatten. In der Kür stürzte Rena Inoue bei dem geworfenen Dreifachaxel.
Paare aus Österreich und der Schweiz waren nicht am Start.

### Eistanz
| Platz | Land | Paar                                    | PT | OT | K       | Punkte  |
| ----- | ---- | --------------------------------------- | -- | -- | ------- | ------- |
| 1     | RUS  | Tatjana Nawka / Roman Kostomarow        | 02 | 01 | 01      | 200,64  |
| 2     | USA  | Tanith Belbin / Benjamin Agosto         | 06 | 02 | 04      | 196,06  |
| 3     | UKR  | Elena Hruschyna / Ruslan Hontscharow    | 05 | 03 | 03      | 195,85  |
| 4     | FRA  | Isabelle Delobel / Olivier Schoenfelder | 07 | 04 | 02      | 194,28  |
| 5     | BUL  | Albena Denkowa / Maxim Stawiski         | 03 | 05 | 05      | 189,53  |
| 6     | ITA  | Barbara Fusar-Poli / Maurizio Margaglio | 01 | 10 | 08      | 183,46  |
| 7     | LTU  | Margarita Drobiazko / Povilas Vanagas   | 08 | 08 | 06      | 183,21  |
| 8     | ISR  | Galit Chait / Sergei Sachnowski         | 13 | 06 | 07      | 181,16  |
| 9     | RUS  | Oxana Domnina / Maxim Schabalin         | 09 | 09 | 09      | 173,76  |
| 10    | GBR  | Sinead Kerr / John Kerr                 | 11 | 11 | 13      | 167,43  |
| 11    | CAN  | Megan Wing / Aaron Lowe                 | 12 | 12 | 12      | 166,40  |
| 12    | RUS  | Jana Chochlowa / Sergei Nowizki         | 14 | 13 | 11      | 164,48  |
| 13    | ITA  | Federica Faiella / Massimo Scali        | 10 | 21 | 10      | 164,37  |
| 14    | USA  | Melissa Gregory / Denis Petukhov        | 15 | 14 | 14      | 159,15  |
| 15    | JPN  | Nozomi Watanabe / Akiyuki Kido          | 17 | 15 | 15      | 153,41  |
| 16    | USA  | Jamie Silverstein / Ryan O’Meara        | 18 | 16 | 18      | 150,40  |
| 17    | HUN  | Nóra Hoffmann / Attila Elek             | 19 | 18 | 16      | 149,47  |
| 18    | FRA  | Nathalie Péchalat / Fabian Bourzat      | 16 | 17 | 19      | 149,31  |
| 19    | AZE  | Kristin Fraser / Igor Lukanin           | 20 | 19 | 17      | 148,24  |
| 20    | ARM  | Anastassia Grebenkina / Vazgen Azrojan  | 22 | 20 | 21      | 137,99  |
| 21    | POL  | Aleksandra Kauc / Michał Zych           | 21 | 22 | 22      | 136,60  |
| 22    | ISR  | Alexandra Zaretski / Roman Zaretski     | 24 | 23 | 20      | 135,80  |
| 23    | UKR  | Julija Holowina / Oleh Wojko            | 23 | 24 | 23      | 128,49  |
|       | CAN  | Marie-France Dubreuil / Patrice Lauzon  | 04 | 07 | Rückzug | Rückzug |

17. Februar 2006, 19:00 Uhr (Pflichttanz)
19. Februar 2006, 19:00 Uhr (Originaltanz)
20. Februar 2006, 19:00 Uhr (Kürtanz)
Der Pflichttanz und der Originaltanz waren durch für das Eistanzen ungewöhnlich viele Fehler und Stürze von Medaillenkandidaten gekennzeichnet. In der Pflicht stürzten Galit Chait/Sergei Sachnowski. Im Originaltanz stürzten unter anderem Marie-France Dubreuil/Patrice Lauzon (sie traten wegen Verletzung zur Kür nicht mehr an), Barbara Fusar-Poli/Maurizio Margaglio, Margarita Drobiazko/Povilas Vanagas und Federica Faiella/Massimo Scali. Auch Albena Denkowa/Maxim Stawiski machten schwere Fehler. Alle diese Fehler wurden durch das neue Bewertungssystem sehr streng geahndet und das Klassement nach der Pflicht völlig verändert – sehr ungewöhnlich für das Eistanzen.
Mit einer wenig spektakulären Kür gewannen Tatjana Nawka/Roman Kostomarow auch den Eistanzwettbewerb insgesamt. Über alle drei Wettbewerbsteile machten sie die wenigsten Fehler. Herausragende Choreografien wurden nicht belohnt. Diese lieferten insbesondere Margarita Drobiazko/Povilas Vanagas, Albena Denkowa/Maxim Stawiski und Isabelle Delobel/Olivier Schoenfelder (letztere wurden Kürzweite). Alle diese Paare blieben ohne Medaille.
Es gab in diesem Wettbewerb keine Teilnehmer aus Deutschland, Österreich und der Schweiz.